# Pussy Cats
Pussy Cats är ett musikalbum av Harry Nilsson lanserat 1974 på RCA Records. Det producerades av John Lennon, med vilken Nilsson umgicks flitigt 1974 då de blev ökända för sitt festande i Los Angeles. Albumet nådde plats 60 på Billboard 200-listan.

## Låtlista
(låtar utan agiven upphovsman skrivna av Harry Nilsson)
1. "Many Rivers to Cross" (Jimmy Cliff) – 4:56
2. "Subterranean Homesick Blues" (Bob Dylan) – 3:17
3. "Don't Forget Me" – 3:37
4. "All My Life" – 3:11
5. "Old Forgotten Soldier" – 4:14
6. "Save the Last Dance for Me" (Doc Pomus, Mort Shuman) – 4:25
7. "Mucho Mungo/Mt. Elga" (John Lennon, Harry Nilsson) – 3:43
8. "Loop De Loop" (Ted Vann) (featuring the Masked Alberts Kids Chorale) – 2:40
9. "Black Sails" – 3:15
10. "Rock Around the Clock" (Jimmy DeKnight, Max C. Freedman) – 3:12